# Baldassarre Poli
Baldassare Poli (Cremona, 14 settembre 1795 – Milano, 6 settembre 1883) è stato un filosofo italiano.

## Biografia
Laureato in Giurisprudenza a Bologna, dal 1820 al 1837 insegnò filosofia nel liceo milanese attualmente intitolato a Giuseppe Parini. Nel 1828 pubblicò il Saggio di filosofia elementare, un eclettico sistema di empirismo e razionalismo.
Dal 1837 al 1853 insegnò nell'Università degli Studi di Padova, di cui fu magnifico rettore nel 1849-1850.
In seguito fu nominato direttore generale dei ginnasi veneti e consigliere scolastico.
Membro dell'Istituto veneto di scienze, lettere ed arti, ne fu presidente dal 1854 al 1857.
I suoi Saggi di scienza politico-legali, pubblicati nel 1848, considerano il diritto un insieme di scienza – in quanto trattano dei principi – e di arte – in quanto applicazione dei principi giuridici nella valutazione dei singoli casi. Ritiene che il diritto sia un'espressione provvidenziale e lo distingue in naturale e in positivo.
Combatté il positivismo negli Studii di filosofia contemporanea, rivendicando la superiorità dello spirito sulla materia.

## Opere
- Saggio filosofico sopra la scuola dei moderni filosofi naturalisti, coll'analisi dell'organologia, della craniologia, della fisiognomia, della psicologia comparata, e con una teoria delle idee e de' sentimenti, Milano, 1826
- Primi elementi di filosofia, Napoli, 1835
- Elementi di filosofia teoretica e morale, Padova, 1837
- La filosofia elementare, Milano, 1841
- Saggi di scienza politico-legale, Milano, 1845-1846
- Saggio di filosofia americana, «Istituto Lombardo. Rendiconti», 1866
- Studii di filosofia contemporanea, «Istituto Lombardo. Rendiconti», 1879
- Cenni sull'opera di Simone Corleo: il sistema della filosofia universale, ovvero la filosofia dell'identità, «Istituto Lombardo. Rendiconti», 1880
- La filosofia dell'incosciente, «Istituto Lombardo. Memorie», 1882